# Gelbressée (ruisseau)
Pour l’article homonyme, voir Gelbressée.
La Gelbressée est un ruisseau de Belgique, affluent de la Meuse.

## Géographie
Trois ruisseaux, l'un venant de Marchovelette et les deux autres de Franc-Waret (altitude proche des 200 mètres), se rejoignent à Gelbressée pour former une petite rivière qui, prenant alors le nom de 'Gelbressée' descend vers la Meuse, passant dans le domaine de l'ancienne abbaye Notre-Dame du Vivier (à Marche-les-Dames) dont ses eaux alimentent le vivier.  

## Économie
La vallée a été d'une importance économique capitale pour la région car elle était le site de l'exploitation du fer et permettait, au Moyen Âge, l'aménagement de moulins à eau.  Ce n'est donc pas par hasard si l'abbaye Notre-Dame du Vivier a été construite dans celle-ci.

## Affluents
- Le ruisseau de l'Église (rive droite, à Marchovelette)
- Le ruisseau du Fond de Grimaux (rive gauche, à Gelbressée)
- Le ruisseau de Franc-Waret (rive gauche, à Gelbressée)

## Source
http://users.belgacom.net/marche-les-dames/site/5.htm